# Gerald Gardner
Pour les articles homonymes, voir Gardner.
Gerald Brosseau Gardner (13 juin 1884 - 12 février 1964) est un écrivain ésotériste britannique. Il est une des figures majeures du néo-paganisme moderne. Fondateur de la Wicca moderne, il a publié des ouvrages sur la sorcellerie.

## Biographie
Gerald Gardner est né dans une famille assez aisée. Plutôt que de poursuivre des études universitaires, fasciné par l'Orient, il préféra s’exiler et travailler à Ceylan, à Bornéo, à Sumatra, à Singapour, comme employé dans des plantations de thé et de caoutchouc ; puis comme fonctionnaire (inspecteur des plantations de caoutchouc puis officier des douanes).
Il se passionna pour les croyances des peuples avec lesquels il était en contact, et effectua quelques recherches archéologiques et ethnologiques. En 1936, à l’âge de 52 ans, il prit sa retraite du British Civil Service et se retira d'abord à Londres puis dans le Sud de l'Angleterre, dans la région de l'Hampshire appelée la New Forest, et enfin près de Bournemouth. Il devint membre du Conseil de la Société des Arts Populaires et effectua de nombreux travaux sur le folklore de l'Angleterre et de l’île de Man.
G.B. Gardner était aussi un passionné d'occultisme. Il fréquenta le milieu des spirites dès son adolescence, fut un ami de J.S.M. Ward, évêque indépendant qui dirigeait « The Abbey of Christ the King » et il s’intéressa à la Société théosophique, qui contrôlait, entre autres, la maçonnerie mixte appelée Co-Masonry (une obédience qui avait des liaisons en France avec Le Droit humain). Assez naturellement, dans la New Forest, Gardner fut accueilli par la communauté théosophique locale, où la Co-Masonry était bien développée. De surcroît, il y avait dans la région, à Christchurch, un « Théâtre rosicrucien », qui était animé par une « Fraternité rosicrucienne » dont faisait partie notamment Mabel Besant-Scott, la fille de Annie Besant, la troisième présidente de la Société Théosophique. Gardner s’y fit « initier » en 1940. Selon ses dires, c'est au sein de celle-ci qu'il fut contacté par des membres d'un coven de sorciers  qui utilisaient cette société comme base de recrutement et qui l'admirent parmi eux.
Invoquant cette initiation, ainsi qu’une tradition familiale - il aurait été le lointain descendant de Grissell Gardner brûlée comme sorcière en 1610 - Gerald Brousseau Gardner prétendit redonner vie au courant religieux wiccan.
Entre 1939 et 1952, un groupe de personnes qui s'intéressaient à la théosophie et qui étaient presque tous membres de la Co-Masonry organisèrent donc dans la New Forest un premier coven qui disait s'inspirer de la sorcellerie ancienne et commencèrent à élaborer un rituel, ou un ensemble de rituels. Si l'on accepte le témoignage de Doreen Valiente, les premiers membres étaient Gerald Gardner, « la vieille Dorothy », une femme dont le « nom magique » était Dolores North (alias Madeline Montalban dans les milieux de l'occultisme populaire où elle contribuait au journal d’astrologie Predictions), Louis Wilkinson - qui sera l’exécuteur testamentaire d’Aleister Crowley - et l'acteur Alexander Matthew.
Selon ce groupe, la sorcellerie du Moyen Âge était une continuation authentique du paganisme, et il appelait donc ce qu'il faisait, soit sorcellerie (wicca), soit paganisme. Comme la sorcellerie était théoriquement hors la loi en Angleterre jusqu'en 1951 (année où le Witchcraft Act fut finalement abrogé), Gardner publia pour la première fois des références à une organisation néo-sorcière, en 1949, dans un roman intitulé High Magic's Aid. La même année, il rédigea sous forme manuscrite le premier ouvrage de rituelie wiccane qui circula de main en main. Il s’agit du Livre des Ombres (Book of Shadows ou Liber Umbrarum) dont l’existence a été largement popularisée ces dernières années par la série télévisée Charmed. Ce n'est qu'après 1951 que furent publiés par Gardner Witchcraft Today et The Meaning of Witchcraft, qu’il se prétendit au grand jour wiccan et que l’existence du coven fut révélée.
Dans ces ouvrages - et dans plusieurs conversations et interviews - Gardner a maintenu jusqu'à sa mort, en 1964, qu’il n’avait pas « inventé » la wicca, mais qu’il avait été initié dans un petit groupe qui continuait une tradition qui remontait au Moyen Âge et qui se transmettait d'une façon secrète, de père en fils (ou de mère en fille) dans la New Forest. Pour être cohérent avec ses propres thèses, Gardner a cherché à donner l'impression que « la vieille Dorothy », qui aurait été parmi ses initiateurs, était une sorte de sorcière paysanne et affirma qu'elle se nommait Dorothy Clutterbuck. Or si la « vieille Dorothy » existait réellement, elle n’était qu’une dame âgée et théosophiste et en aucun cas Dorothy Clutterbuck. Le chercheur Massimo Introvigne a montré comment l'affirmation de Gardner était une plaisanterie ayant été prise au sérieux car Dorothy Clutterbuck était un personnage très réactionnaire militant au Parti conservateur et dans des cercles liés à l'Église anglicane.
Le fondateur de la Wicca mourut en 1964, à l'âge de 79 ans.

## L'élaboration de la Wicca
Gardner redonna une vigueur à cette religion païenne à l'aide du mage Aleister Crowley en mélangeant des éléments de l'ésotérisme occidental — dont il avait connaissance grâce à son passé dans plusieurs sociétés secrètes — avec d'autres empruntés à des travaux anthropologiques de Mircea Eliade et Margaret Murray — lesquels vont dans le sens d'une « Ancienne Religion », un culte millénaire qui aurait survécu, malgré des siècles d'hégémonie chrétienne, à travers les pratiques souvent désignées comme étant de la sorcellerie.